# Golden Globe Race 2018
La Golden Globe Race 2018 (abreviada GGR) fou una regata de vela oceànica al voltant del món en solitari i sense escales que va començar l'1 de juliol de 2018 a Les Sables-d'Olonne, França. La competició celebrà el 50è aniversari de la Sunday Times Golden Globe Race de 1968-1969 i tots els velers participants eren de característiques similars a les embarcacions de llavors. Excepte l'equipament de seguretat, cap altra tecnologia moderna no fou permesa.
De 18 participants inscrits, només 5 finalitzaren la cursa. El guanyador va ser el navegant francès Jean-Luc Van Den Heede després de 212 dies, qui amb 73 anys esdevingué la persona de més edat en haver realitzat una circumnavegació en solitari.
El principal impulsor, mecenes i president de la regata fou l'empresari i aventurer australià Don McIntyre (Adelaida, 1955). La cursa comptà també amb el suport del Royal Nomuka Yacht Club del Regne de Tonga, essent el príncep hereu d'aquesta illa del Pacífic el patró de la carrera.

## Navegació "retro"
Els participants estaven limitats a navegar amb embarcacions i equipament similars als que disposava Sir Robin Knox-Johnston, guanyador de la cursa original de 1968-1969. Això implicava renunciar a l'ús de tecnologia moderna com els ajuts a la navegació per satèl·lit, valent-se principalment de les cartes nàutiques de paper, els càlculs de posició obtinguts amb el sextant i la informació obtinguda pels contactes ocasionals realitzats amb aparells de ràdio d'ona curta.
Tanmateix, els competidors sí que disposaven d'equipament modern de seguretat, com ara EPIRBs (Emergency position-indicating radiobeacon station) i AIS, però només podien utilitzar-los en cas d'emergència per a comunicar-se amb el comitè organitzador de la GGR o els equips de salvament.
Totes les embarcacions participants havien de complir les condicions següents:
- Material constructiu de fibra plàstica reforçada.
- Disseny previ a 1988 amb una sèrie mínima de 20 iots construïts.
- Longitud de casc d'entre 32 i 36 peus (9,7-11 m) sense tenir en compte accessoris exteriors com ara el timó de vent o els púlpits.
- Quilla correguda amb els timons subjectats a l'extrem.
- Desplaçament mínim de 6.200 kg.

## Recorregut
La cursa va començar a les 10:00 GMT de l'1 de juliol de 2018 a la població francesa de Les Sables-d'Olonne i realitzà la volta al món en direcció est-oest, tot deixant els caps de Bona Esperança, el Leeuwin i Horn a babord, en un trajecte d'aproximadament 30.000 milles nàutiques. Els vaixells participants varen travessar la línia de sortida situada entre les mítiques embarcacions Suhaili i Joshua, utilitzades en la primera edició de la GGR de 1968-1969 per part de Robin Knox-Johnston i Bernard Moitessier, respectivament.
La línia d'arribada se situà al mateix punt de sortida. El recorregut inclogué l'existència de diverses film gates on els navegants van poder ser entrevistats mentre passaven sense aturar-se i on pogueren intercanviar pel·lícules i cartes.

## Desenvolupament
S'inscrigueren un total de 18 participants de 13 països diferents, però al cap de tres mesos ja se n'havien retirat la meitat. L'italià Francesco Cappelletti no pogué iniciar la cursa per no haver enllestit a temps la preparació de l'embarcació i haver navegat el mínim de milles nàutiques prèvies exigides per l'organització, però planeja fer la volta al món de forma independent. Les dures condicions físiques i mentals de la navegació oceànica en solitari i diverses vicissituds sofertes a bord dels vaixells, com ara el mal funcionament o el trencament dels pilots de vent (que obliga a timonejar manualment de forma constant) varen provocar l'abandonament prematur de cinc competidors mentre encara es trobaven a l'oceà Atlàntic, alguns els quals amb una solvent experiència com a patrons.
A finals d'agost, el noruec Are Wiig va ser el primer en experimentar un bolc i el desarborament violent (pèrdua del pal major) de la seva embarcació quan es trobava a 400 milles al sud-oest de Ciutat del Cap. Després d'algunes reparacions i de l'ajustament d'un aparell de fortuna, aconseguí arribar a motor fins a la ciutat sud-africana i posar fi al seu trajecte.
Les fortes pertorbacions generades a les latituds meridionals de l'oceà Índic i al Pacífic sud durant els mesos de setembre i desembre varen forçar la retirada d'Abhilash Tomy, Gregor McGuckin, Loïc Lepage i Susie Goodall després de patir el desarborament i el capgirament de llurs embarcacions, i de requerir en tots els casos complexos rescats en alta mar per part de serveis d'emergència i vaixells mercants de diverses nacionalitats, en coordinació amb l'organització de la GGR.
A finals de desembre, l'australià Mark John Sinclair decidí abandonar la competició, atès que el retard en la seva navegació l'exposava a un passatge insegur pel cap Horn, el punt més crític de tot el recorregut de la regata. Al seu torn, el rus Igor Zaretskiy realitzà una aturada a Albany (Austràlia) per mirar de solucionar un problema d'incrustació massiva de percebes i altres mol·luscs al casc de la seva embarcació, quedant per aquest motiu relegat a la Classe Chichester (navegants que havien realitzat una sola parada) però dies després informà d'un retorn en avió al seu país per sotmetre's a proves mèdiques i avaluar el seu estat de salut abans de continuar la cursa, tot i manifestar la seva intenció de reprendre-la tan aviat com fos possible, atès que no hi havia data límit de finalització. Finalment, emperò, l'octubre de 2019 anuncià oficialment la seva retirada per causa de la seva salut delicada i les dificultats tècniques de fer el seguiment a una sola embarcació.
Per la seva banda, el veterà navegant en solitari Jean-Luc Van Den Heede fou el primer de passar pel cap Horn quan feia 145 dies que era al mar i després d'haver sofert un sotsobre i desarborament parcial del veler Matmut enmig d'una duríssima tempesta a l'oceà Pacífic, amb vents de 65 nusos de força i onades d'11 metres d'alçada. Malgrat tot, amb les reparacions fetes a bord i equipat amb un aparell de fortuna aconseguí mantenir el liderat, i el 29 de gener de 2019 arribà a la meta posant fi a una singladura de gairebé 212 dies.
El segon classificat fou l'holandès Mark Slats, que arribà a Les Sables-d'Olonne prop de la mitjanit del 31 de gener de 2019, amb un temps total de 214 dies i 12 hores, als quals s'hi hauran de sumar 36 hores de penalització per haver fet un ús antireglamentari del telèfon per satèl·lit. Contravenint els consells i les normes establertes per l'organització, Slats trucà directament el seu mànager en els dies previs a la finalització per acordar l'estratègia a seguir davant el perill que suposava la presència d'una forta pertorbació al golf de Biscaia, que havia de travessar per assolir la meta. Finalment, però, el comitè de la GGR estimà que malgrat haver realitzat la trucada no va obtenir cap guany ni ajut material, permetent que romangués en la principal categoria de la competició i aplicant només una penalització sobre el seu temps d'arribada.

## Llistat de participants i resultats
El reglament preveia un límit de 30 participants, però se n'inscrigueren un total de 18, provinents de 13 països diferents i amb una mitjana d'edat de 52 anys.
La britànica Susie Goodall va ser la participant més jove (29 anys) i l'única dona de la competició.

| Navegant                      | Edat    | Embarcació                                                                          | Finalització                                     | Temps de navegació                                             | Resultat                  |
| ----------------------------- | ------- | ----------------------------------------------------------------------------------- | ------------------------------------------------ | -------------------------------------------------------------- | ------------------------- |
| Jean-Luc Van Den Heede        | 73 anys | Nom: Matmut Model: Rustler 36                                                       | 29 de gener de 2019                              | 211 dies, 23 hores i 12 minuts                                 | 1r                        |
| Mark Slats                    | 41 anys | Nom: Ohpen Dissident Model: Rustler 36                                              | 31 de gener de 2019                              | 214 dies, 12 hores i 18 minuts (Oficial: 216 dies i 18 minuts) | 2n                        |
| Uku Randmaa                   | 55 anys | Nom: One and All Model: Rustler 36                                                  | 10 de març de 2019                               | 254 dies, 18 hores i 40 minuts                                 | 3r                        |
| Istvan Kopar                  | 65 anys | Nom: Puffin Model: Tradewind 35 Arxivat 2018-07-01 a Wayback Machine.               | 21 de març de 2019                               | 264 dies, 1 hora i 38 minuts                                   | 4t                        |
| Tapio Lehtinen                | 61 anys | Nom: Asteria Model: Benello Gaia 36 Arxivat 2018-02-10 a Wayback Machine.           | 20 de maig de 2019                               | 322 dies, 8 hores i 21 minuts                                  | 5è                        |
| Retirats (més recents primer) |         |                                                                                     |                                                  |                                                                |                           |
| Igor Zaretskiy                | 67 anys | Nom: Esmeralda Model: Endurance 35                                                  | 5 d'octubre de 2019 (en pausa des de 10/12/2018) | 163 dies                                                       | Problemes de salut        |
| Mark John Sinclair            | 60 anys | Nom: Coconut Model: Lello 34 Arxivat 2018-02-09 a Wayback Machine.                  | Adelaida, Austràlia 12 de desembre de 2018       | 165 dies                                                       | Retard excessiu           |
| Susie Goodall                 | 29 anys | Nom: DHL Starlight Model: Rustler 36                                                | Pacífic sud 5 de desembre de 2018                | 158 dies                                                       | Desarborament i rescat    |
| Loïc Lepage                   | 62 anys | Nom: Laaland Model: Nicholson 32                                                    | Oceà Índic 5 de desembre de 2018                 | 158 dies                                                       | Desarborament i rescat    |
| Gregor McGuckin               | 32 anys | Nom: Hanley Energy Endurance Model: Biscay 36 Arxivat 2018-07-01 a Wayback Machine. | Oceà Índic 24 de setembre de 2018                | 86 dies                                                        | Desarborament i rescat    |
| Abhilash Tomy                 | 39 anys | Nom: Thuriya Model: Rèplica del Suhaili                                             | Oceà Índic 24 de setembre de 2018                | 86 dies                                                        | Desarborament i rescat    |
| Are Wiig                      | 59 anys | Nom: Olleanna Model: OE 32 Arxivat 2018-10-12 a Wayback Machine.                    | Ciutat del Cap, Sud-àfrica 27 d'agost de 2018    | 58 dies                                                        | Desarborament             |
| Philippe Péché                | 58 anys | Nom: PRB Model: Rustler 36                                                          | Ciutat del Cap, Sud-àfrica 25 d'agost de 2018    | 56 dies                                                        | Fallida del pilot de vent |
| Antoine Cousot                | 47 anys | Nom: Métier Intérim Model: Biscay 36 Arxivat 2018-07-01 a Wayback Machine.          | Rio de Janeiro, Brasil 24 d'agost de 2018        | 55 dies                                                        | Fallida del pilot de vent |
| Nabil Amra                    | 43 anys | Nom: Liberty II Model: Biscay 36 Arxivat 2018-07-01 a Wayback Machine.              | Tenerife, Illes Canàries 17 de juliol de 2018    | 17 dies                                                        | Fallida del pilot de vent |
| Kevin Farebrother             | 50 anys | Nom: Sagarmatha Model: Tradewind 35 Arxivat 2018-07-01 a Wayback Machine.           | Lanzarote, Illes Canàries 15 de juliol de 2018   | 15 dies                                                        | Motius personals          |
| Ertan Beskardes               | 57 anys | Nom: Lazy Otter Model: Rustler 36                                                   | La Corunya, Galícia 5 de juliol de 2018          | 5 dies                                                         | Motius personals          |
| Francesco Cappelletti         | 40 anys | Nom: 007 Model: Endurance 35                                                        | Les Sables-d'Olonne 5 de juliol de 2018          | 0 dies                                                         | Cursa no iniciada         |

## Entrega de premis i anunci de la GGR2022
El 22 d'abril de 2019, exactament 50 anys després de l'arribada de Robin Knox-Johnston al port de Falmouth concloent la primera circumnavegació en solitari i sense escales en la primera edició de la competició, se celebrà a Les Sables d'Olonne l'acte d'entrega de premis de la Golden Globe 2018, amb l'assistència dels navegants participants i de públic a la cerimònia realitzada a l'aire lliure.
Els premis entregats foren els següents:
- Jean-Luc Van den Heede: trofeu de guanyador, rèplica a escala real del vaixell Suhaili i xec de 5.000 £.
- Mark Slats: trofeu de 2n classificat.
- Uku Randmaa: trofeu de 3r classificat.
- Susie Goodall: trofeu Kay Kottee a la primera dona classificada.
- Tapio Lehtinen: trofeu McIntyre Adventure Spirit.

En el mateix acte s'anunciaren les 20 primeres persones de 10 països diferents inscrites a la propera edició de la regata, la Golden Globe Race 2022 prevista per al 4 de setembre de 2022.